# Communicatie Dienst Suriname
De Communicatie Dienst Suriname (CDS) is de voorlichtingsdienst van de Surinaamse regering. Het is gevestigd in het pand van het Kabinet van de President aan de Kleine Combéweg.
De dienst werd na de verkiezingen van 2020, in juli 2020, opgericht als opvolger van het Nationaal Informatie Instituut. De regering koos voor een voortzetting onder een andere naam, omdat deze naar interactieve communicatie met de burgers toe wilde, in plaats van het eenzijdig verspreiden van informatie. Daarom zou ook gekozen worden voor communicatie via social media. De CDS werd van 2020 tot 2022 geleid door Alven Roosveld. Hij werd opgevolgd door Angela van der Kooye.
Naast de CDS kregen ministeries zelf allemaal een voorlichter, zo ook het Instituut van de First Lady. Vicepresident Ronnie Brunswijk kreeg de ruimte om een directoraat Volkscommunicatie op te zetten.